# Markovac (Velika Plana)
Markovac (Servisch: Марковац) is een plaats in de Servische gemeente Velika Plana. De plaats telt 3228 inwoners (2002).